# Czerwończyk zamgleniec
Czerwończyk zamgleniec (Lycaena alciphron) − gatunek motyla z rodziny modraszkowatych (Lycaenidae).
Rozprzestrzeniony od Półwyspu Iberyjskiego i północno-zachodniej Afryki przez większą część Europy, Turcję, Kaukaz, Iran, Syberię po Koreę

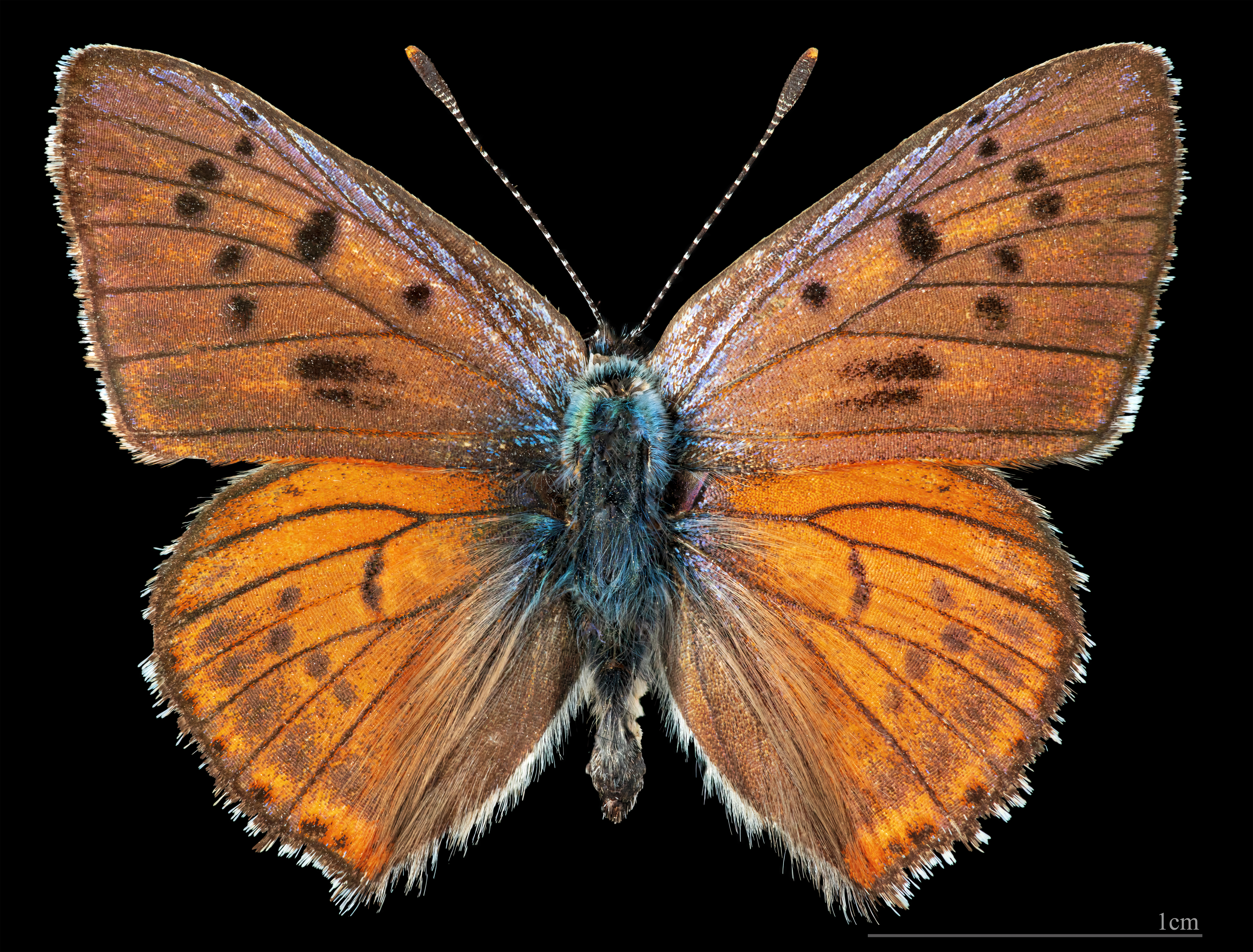
Lycaena alciphron ♂
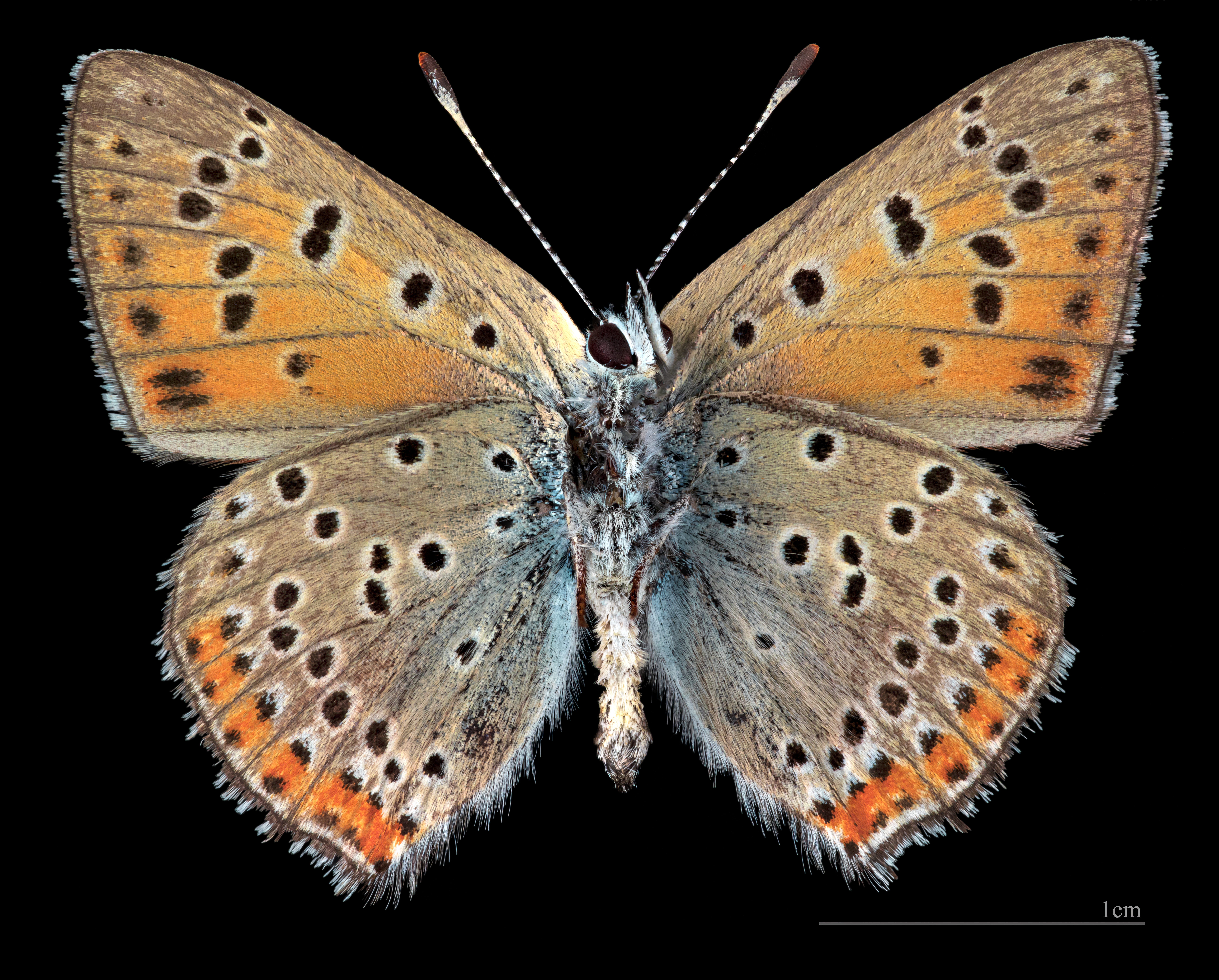
Lycaena alciphron ♂   △